# Бремен (земля)
Вільне Ганзейське місто Бре́мен (нім. Freie Hansestadt Bremen) — земля Федеративної Республіки Німеччина. Розташована в західній частині країни. Столиця — місто Бремен. Сусідами землі є Нижня Саксонія. Утворена 1947 року. Площа — 419,38 км². Населення — 682.986 (31 грудня 2018). На теренах землі розмовляють німецькою і нижньонімецькою.   СДП, Зелені і Ліві очолюють земельний уряд. Голова уряду —  Андреас Бовеншульте (СДП). За результами виборів до ландтагу, що відбулися 26 травня 2019 року, в ньому представлені такі партії: СДП (23 депутатів), Зелені (16), ХДС (24), Ліві (10), ВДП (5), АдН (3), позафракційні (3). Має 3 депутатів у Бундесраті, верхній палаті парламенту Німеччини. Валовий внутрішній продукт землі складає 33,662 млрд € (2017). Борг землі становить 21,424 млрд EUR (31 грудня 2016). Рівень безробіття — 9,8 % (листопад 2019). Міжнародний код — DE-HB.

## Назва
- Бремен (нім. Bremen, лат. Brandenburgum) — найпоширеніша назва землі.
- Вільне ганзейське місто Бремен (нім. Freie Hansestadt Bremen) — офіційна назва землі. Пов'язана із середньовічним союзом міст — Ганзою.
- Земля Бремен (нім. Land Bremen) — неофіційна поширена назва.
- Брема (лат. Brema, Urbs Hanseatica Brema, пол. Brema)

## Географія
Бремен — земля Німеччини, найменша за площею і кількістю населення. Включає м. Бремен з передмістями і його аванпорт на Північному морі — Бремергафен, що розташовані за 60 км один від одного і розділені територією іншої землі — Нижньої Саксонії. Крупний порт на північному заході Німеччини на річці Везер.

## Ландтаг
Розподіл місць у Бременському ландтазі за результатами виборів 26 травня 2019 року. Уряд очолює коаліція СДНП, Зелених та Лівих.

Розподіл 84 місць: 

## Промисловість
Бремен — важливий транспортний і промисловий вузол країни. Русло р. Везер між Бременом і Північним морем поглиблене, що дає змогу приймати морські судна з осадкою до 9,5 м (найбільші судна приймає Бремергафен). Бремен і Бремергафен утворюють другий за значенням (після Гамбурга) портовий район Німеччини з суднооборотом бл. 10 млн т на рік.
Суднобудівельна індустрія (верфі «Вулкано», «Везер» та ін.), машинобудування (автомобілебудування та ін.), нафтопереробка. Багато підприємств легкої та харчової промисловості, що переробляють імпортну сировину: текстильні, тютюнові, борошномельні тощо. У Бремергафені — верфі, рибальство, рибоконсервна пром-сть. У м. Бремені пам'ятники архітектури — ратуша (1405—1617), старовинні будинки.

## Населення
- 1957 — 664,1 тис.чол.
- 2006 — 664 тис.чол.